# Rio Brilhante (ort)
Rio Brilhante är en ort i Brasilien.   Den ligger i kommunen Rio Brilhante och delstaten Mato Grosso do Sul, i den södra delen av landet, 1 000 km sydväst om huvudstaden Brasília. Rio Brilhante ligger 319 meter över havet och antalet invånare är 18 837.
Terrängen runt Rio Brilhante är platt.
Omgivningarna runt Rio Brilhante är huvudsakligen savann. Runt Rio Brilhante är det mycket glesbefolkat, med 6 invånare per kvadratkilometer.